# Droga wojewódzka nr 542
Droga wojewódzka nr 542 (DW542) – droga wojewódzka łącząca Rychnowo z Działdowem.

## Miejscowości leżące przy trasie DW542
- Rychnowo (DK7)
- Wróble
- Gierzwałd
- Frygnowo (DW537)
- Samin
- Dąbrówno
- Kalbornia
- Brzeźno Mazurskie
- Uzdowo (DW538)
- Filice
- Burkat
- Działdowo (DW544, DW545)